# Xenorhina lanthanites
Xenorhina lanthanites är en groddjursart som först beskrevs av Günther och Knop 2006.  Xenorhina lanthanites ingår i släktet Xenorhina och familjen Microhylidae. IUCN kategoriserar arten globalt som otillräckligt studerad. Inga underarter finns listade i Catalogue of Life.